# Alsószéktó (Kecskemét)

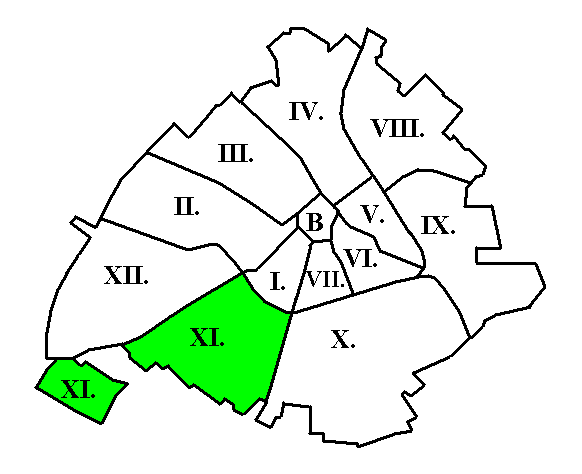
Elhelyezkedése Kecskeméten belül

Alsószéktó Kecskemét egyik városrésze, mely különleges módon már saját címerrel is rendelkezik. Több jól elkülöníthető részre tagolódik, ezek a névadó Alsószéktó (Kiskecskemét közel fele), Homokbánya, Szeleifalu, illetve a Nyugati Ipartelep. Az egyetlen kecskeméti városrész, melynek területe nem alkot egy folytonos egészet.

## Fekvése
Kecskemét délnyugati részén található, az Izsáki út, a vasút és a Halasi út között, gyakorlatilag sík területen. Északról Felsőszéktó, keletről az Árpádváros és a Szent László-város, míg délről az Alsószéktó és a Ballószög nevű külterületek határolják. Igen heterogén városrész, a kertvárosias családi házaktól a panellakásokon át az ipari üzemekig sokféle épülettel találkozhatunk itt. Tervezik a városrész déli irányú bővítését, ami többek között összekötné az Alsószéktói részt Homokbányával.

## Címer
2009. szeptember 5-én avatták fel a városrész címerét, mely címerpajzs heraldikai jobb oldalán a környékbeli szőlőművelésre utal a világossárga mezőben elhelyezkedő zöld szőlőfürt, a másik oldalon található a Széktó névre utaló szikes talaj ábrázolása, míg a címerpajzs alapjára vörös mezőben ágaskodó fehér kecskebak került, mely a Kecskeméthez tartozást szimbolizálja. A pajzs alatt helyezkedik el egy zászlószalagon világossárga alapon vörös betűkkel a Kecskemét-Alsószéktó felirat.

## Tömegközlekedés

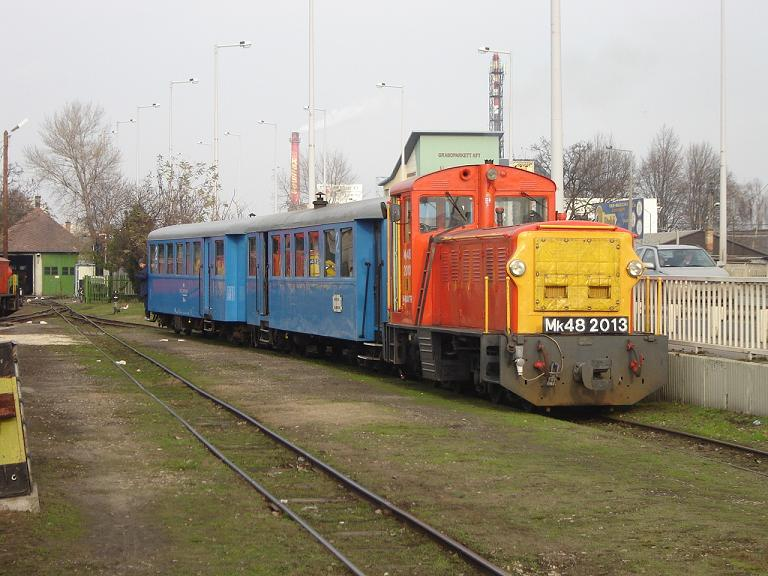
A Kecskeméti Kisvasút szerelvénye Kecskemét KK-n

A városrész helyi tömegközlekedéssel, legjobban az 1-es, a 6-os és a 28-as számú busszal érhető el.
A városrészen halad keresztül a Fülöpszállás–Kecskemét-vasútvonal, valamint több iparvágány is, de itt található a Kecskeméti Kisvasút volt végállomása.

## Politika
2010-ben átszervezték a helyi választókörzeteket, Alsószéktó nagy része a 13-as választókörzetbe került, Homokbánya kivételével, mely a 12-es választókörzet része lett. Előbbi képviselője a városi közgyűlésben a 2010-es önkormányzati választások óta Szalay Gábor, míg utóbbié Sipos László, mindketten a Fidesz színeiben indultak.
A városrészben 1998 óta részönkormányzat működik.

## Szeleifalu
A Szeleifalu még a XX. század első felében kezdett kiépülni, de csak az 1960-70-es években népesült be igazán, jelenleg háromezer lakosa van. Területén a falusias és polgári jellegű kertes családi házak a jellemzőek. Nevét Szelei Imre földbirtokosról kapta.

## Mercedes-lakópark
A kecskeméti Mercedes-gyár német dolgozói számára 2010-ben kezdődik majd el egy 50 családi házból álló lakópark kialakítása, mely a leendő autógyártól közúton alig 15 percre lesz.

## Homokbánya
Homokbánya Kecskemét Alsószéktó városrészének nyugati részét alkotja. Az 52-es út és a Fülöpszállás–Kecskemét-vasútvonal által közbezárt területen fekszik, közel az M5-ös autópálya leágazásához. A mai lakótelep szovjet laktanya volt valaha, saját iparvágánnyal is rendelkezett. A szovjet csapatok kivonulása után az épületek romlásnak indultak, nagy részük (köztük több emeletes- és panelház) ma is üres, romos állapotban látható kivert ablakokkal, ajtókkal. Emellett felújítások is kezdődtek: Felújítottak több panelházat, itt kapott helyet a Lestár Péter Szakközépiskola és a Kecskeméti Főiskola GAMF karának kollégiuma. A lakótelep épületeinek nagy része a Kecskeméti Főiskola tulajdona, amit biztonsági őrök őriznek.

## Egészségügy
- Meditres Egészségház, Bagoly utca 1./a
- Gyógyszertárak: Filosz Patika, Csend u. 1/a.,Gyógyszertár Auchan, Dunaföldvári út 2

## Kultúra, vallás
- Hit Gyülekezete Csarnok

## Oktatás
A városrészben található oktatási üzemegységek:
- Bíró Lajos Utcai Óvoda
- Lestár Péter Kereskedelmi Szakközépisk. és Szakisk.
- Katedra Szakközépiskola és Kollégium
- Kecskeméti Főiskola Gépipari és Automatizálási Műszaki Főiskolai Kar

## Képek Homokbányáról

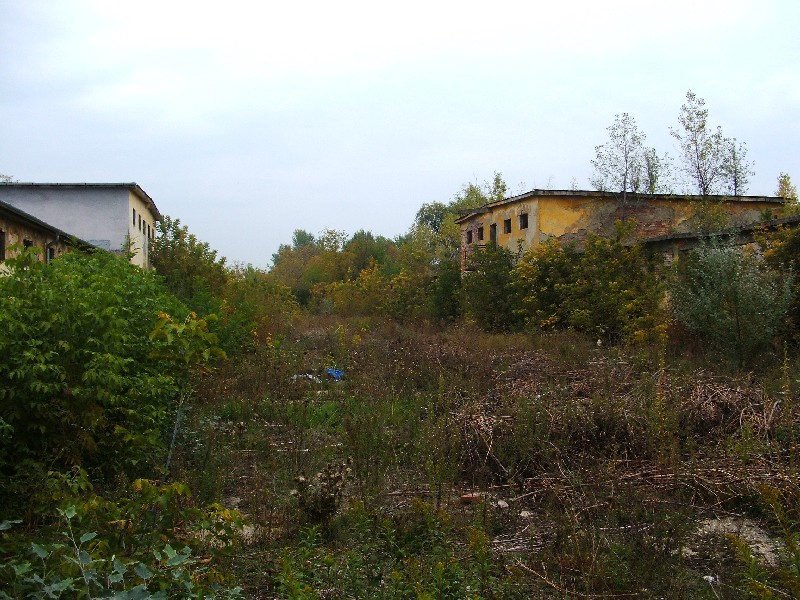
A terület nagy részét benőtték a fák és bokrok, az egykori aszfaltot felverte a gaz
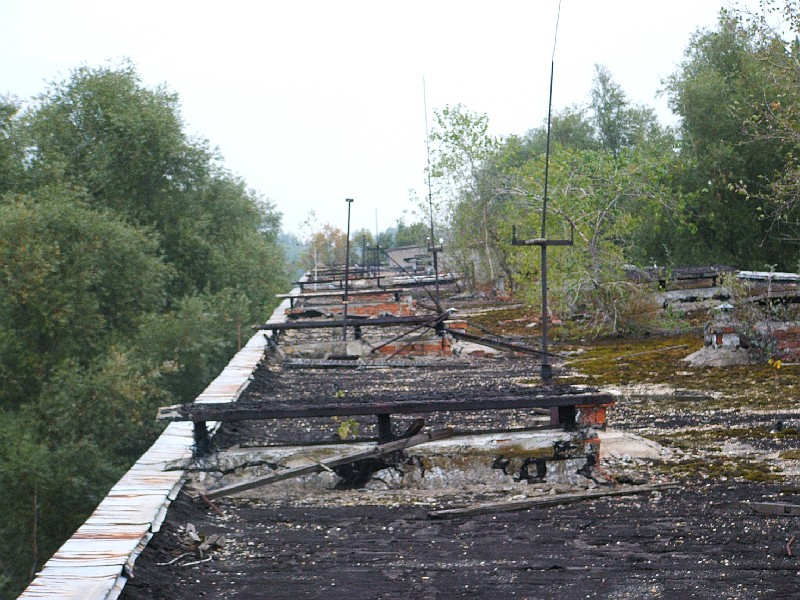
Fák nőnek egy elhagyatott, négyemeletes panelház tetején
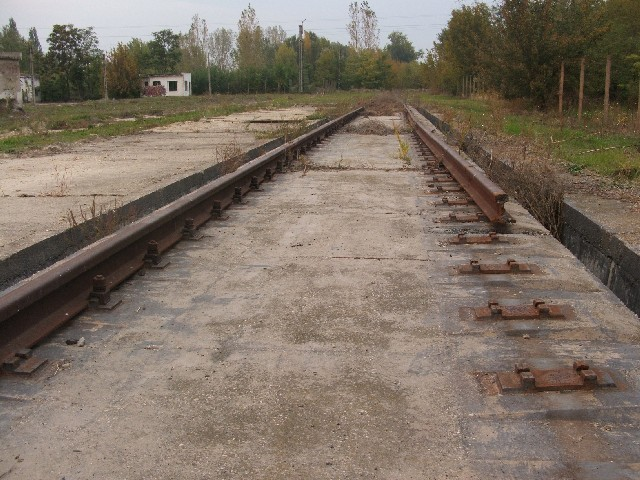
Az egykori iparvágány használhatatlan a sínlopások miatt
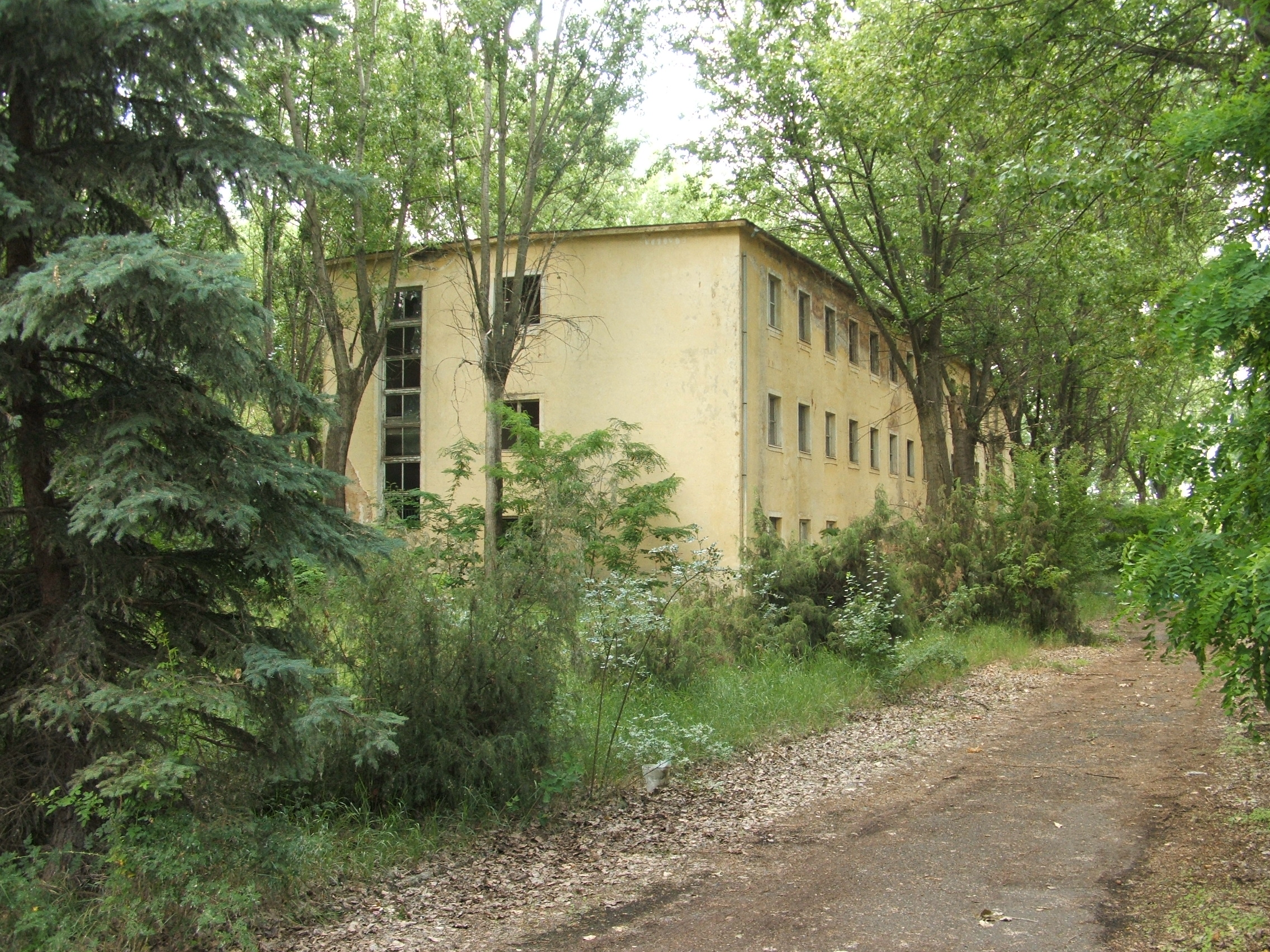
Elhagyatott laktanyaépület
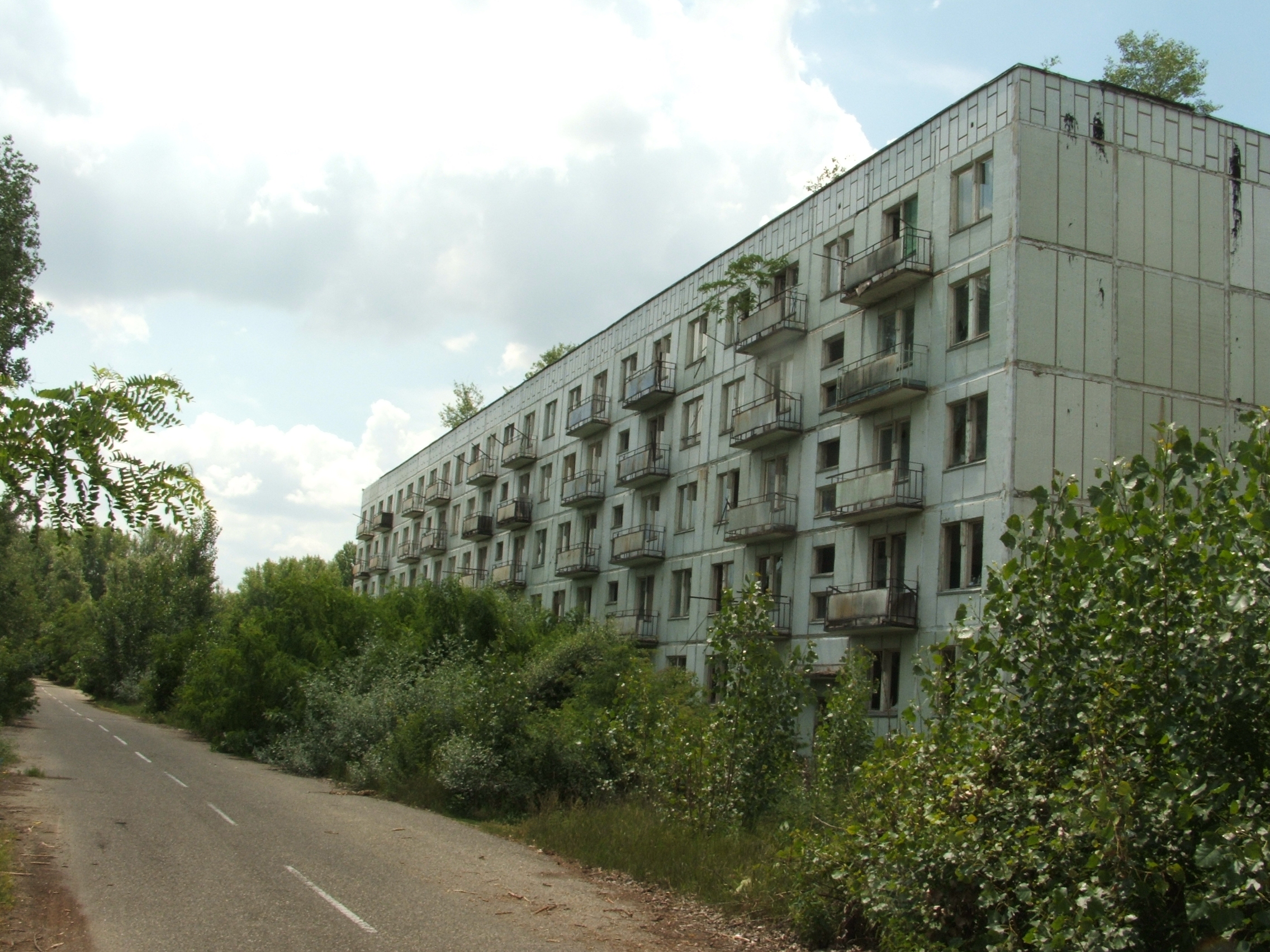
Elhagyatott panelház
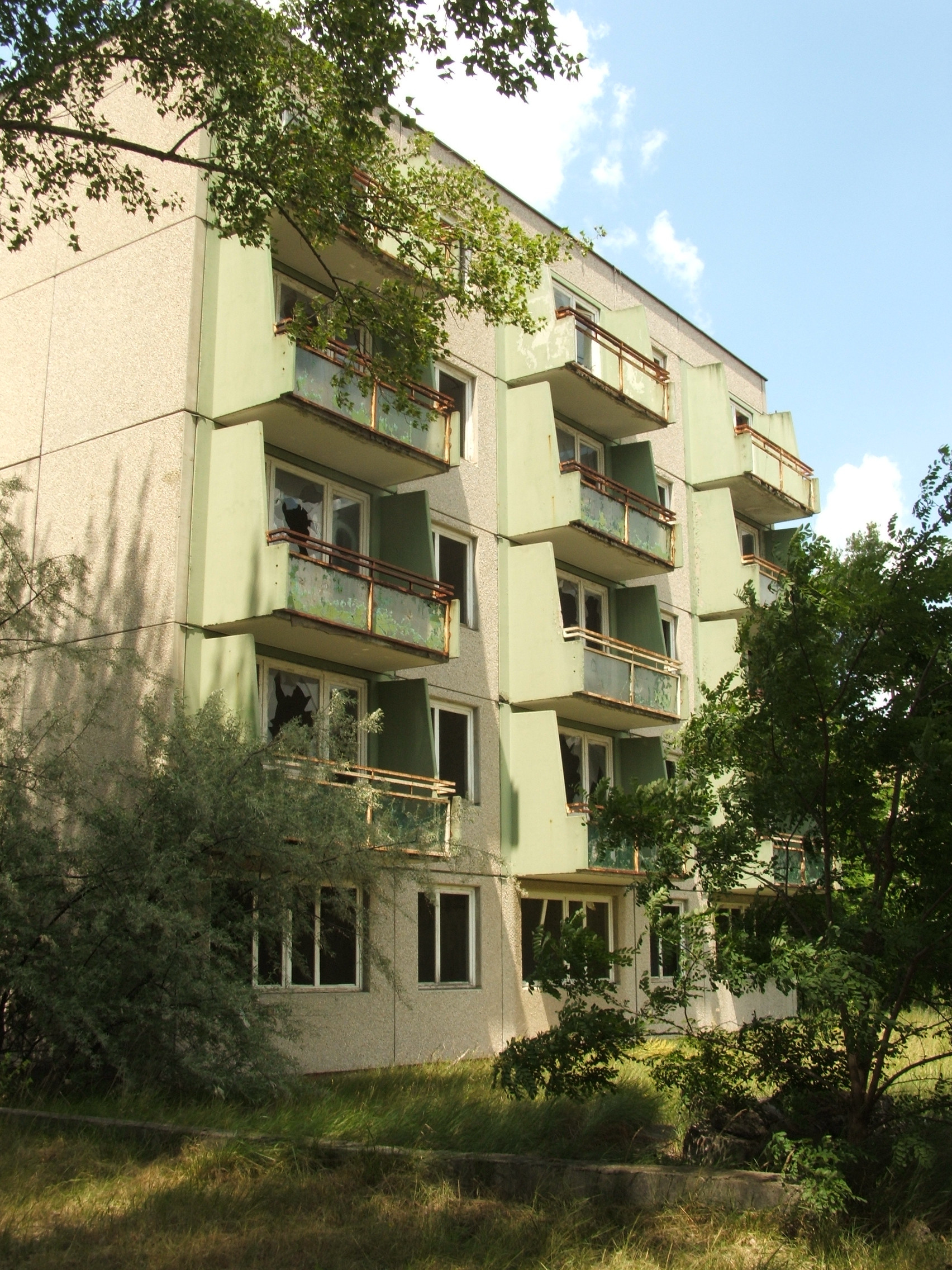
Elhagyatott panelház

## Külső hivatkozások
- Az Alsószéktói Városrészi Önkormányzat honlapja
- A helyi egészségház honlapja
- A városrészről szóló könyv, Heltai Nándor: Ébredező városrészek
- Kecskemét honlapja
- Kecskemét városrészeinek térképe